# Parafia św. Sergiusza z Radoneża w Johannesburgu
Parafia św. Sergiusza z Radoneża – parafia prawosławna w Johannesburgu, w jurysdykcji Patriarchatu Moskiewskiego. Początkowo stauropigialna, od 29 grudnia 2021 r. w eparchii południowoafrykańskiej Patriarszego egzarchatu Afryki.
Pierwsza parafia Rosyjskiego Kościoła Prawosławnego na terenie dzisiejszej Południowej Afryki powstała na początku lat 50. XX w. w Johannesburgu (nosiła ona wezwanie św. Włodzimierza). Wspólnota ta istniała do połowy lat 70.; część jej wiernych przeszła do parafii w jurysdykcji Patriarchatu Serbskiego. Parafia rosyjska została reaktywowana w 1998, pod wezwaniem św. Sergiusza z Radoneża. Należą do niej głównie imigranci z krajów wschodniosłowiańskich.
Cerkiew parafialną wzniesiono w latach 2001–2003. W późniejszym czasie na terenie parafii zbudowano kaplicę św. Włodzimierza (nawiązującą wezwaniem do dawnej parafii), poświęconą 6 października 2013.
W Johannesburgu działają też parafie prawosławne w jurysdykcji Patriarchatów: Aleksandryjskiego, Bułgarskiego, Rumuńskiego i Serbskiego.